# Dicranotropis pseudomaidis
Dicranotropis pseudomaidis är en insektsart som först beskrevs av George Willis Kirkaldy 1906.  Dicranotropis pseudomaidis ingår i släktet Dicranotropis och familjen sporrstritar. Inga underarter finns listade i Catalogue of Life.